# Jean-Claude Puyalt
Jean-Claude Puyalt (* 10. November 1954) ist ein ehemaliger französischer Fußballschiedsrichter.
Puyalt pfiff in der Saison 1991/92 erstmals Spiele in der ersten französischen Liga. Sein letztes Spiel in der ersten Liga leitete er am 13. Mai 2000. Insgesamt kam er dort auf 120 Einsätze. Dazu pfiff er einige Zweitliga- und Pokalspiele. Im Jahr 1997 leitete er das Supercup-Finalspiel zwischen AS Monaco und OGC Nizza (5:2). Zu einem internationalen Einsatz kam Puyalt allerdings nicht.